# Galipea panamensis
Galipea panamensis är en vinruteväxtart som beskrevs av T. S. Elias. Galipea panamensis ingår i släktet Galipea och familjen vinruteväxter. Inga underarter finns listade i Catalogue of Life.